# معركة جبل لوكاوت
معركة جبل لوكاوت(بالإنجليزية: Battle of Lookout Mountain) هي معركة وقعت في يوم 24 نوفمبر، 1863 ، كجزء من حملة تشاتانوغا خلال الحرب الأهلية الأمريكية . حيث ان قوات الاتحاد بقيادة اللواء الجنرال جوزيف هوكر هاجمت جبل لوكاوت، تشاتانوغا ، تينيسي ، وهزمت القوات الكونفدرالية بقيادة الرائد. الجنرال كارتر ستيفنسون، وذلك خلال سعي قوات هوكر الاتحادية لرفع الحصار عن قوات الاتحاد في تشاتانوغا، وفتح الطريق نحو عمق الجنوب .

## القوى المشاركة

### الاتحاد
قام قسم جرانت العسكري في ميسيسيبي بتجميع القوات التالية في تشاتانوغا: 
- جيش كمبرلاند، بقيادة الرائد. الجنرال جورج اتش توماس .
- جيش تينيسي، بقيادة الرائد. الجنرال وليام ت. شيرمان.
- قيادة ماج. الجنرال جوزيف هوكر ، يتكون من الفيلق الحادي عشر تحت قيادة ماج. الجنرال أوليفر O. هوارد والقسم الثاني من فيلق الثاني عشر تحت العميد. الجنرال جون دبليو جيري .

قاد هوكر قوة الاتحاد المشتركة المكونة من 10000 فرد في معركة جبل لوكاوت، والتي تضمنت ثلاثة فرق، واحدة من كل من جيوش الاتحاد، بقيادة:
- العميد. الجنرال جون دبليو جيري من الفيلق الثاني عشر، جيش بوتوماك. كان قادة اللواء كولونيل. تشارلز كاندي ، جورج أ. كوبهام، وديفيد إيرلندا (الذي حل محل العميد. الجنرال جورج س. غرين ، الذي أصيب في واهاتشي).
- العميد. الجنرال تشارلز كروف من الفيلق الرابع، جيش كمبرلاند. وكان قادة اللواء العميد. الجنرال والتر سي وايتيكر والعقيد وليام جروس.
- العميد. الجنرال بيتر ج. أوسترهاوس من الفيلق الخامس عشر، جيش تينيسي. وكان قادة اللواء العميد. الجنرال تشارلز ر. وودز والعقيد جيمس أ. ويليامسون.

### الكونفدرالية
كان لدى الكونفدراليون القوات التالية المتمركزة في تشاتانوغا: 
- فيلق هارديز، تحت قيادة الفريق وليام J. هاردي ، ويتألف من التشكيلات التالية الأولي تحت قيادة العميد. الجنرال جون ك. جاكسون (شعبة شيثام) ، العميد. الجنرال باتون أندرسون (قسم هندمان) ، وماج. الجنرال سيمون ب. بكنر (فصل 22 نوفمبر إلى نوكسفيل).
- فيلق بريكنريدج، بقيادة الرائد. الجنرال جون سي بريكنريدج ، ويتألف من شعب ماج. جينز. باتريك ر. كليبورن، ألكساندر ب. ستيوارت ، كارتر ستيفنسون ، وبريج. الجنرال ويليام ب. هوم (قسم بريكنريدج).

- العميد. الجنرال إدوارد سي. والثال (قسم شيثام)
- العميد. الجنرال جون سي مور (قسم شيثام)
- العميد. الجنرال جون سي براون (قسم ستيفنسون)
- العميد. الجنرال إدموند بيتوس (قسم ستيفنسون)

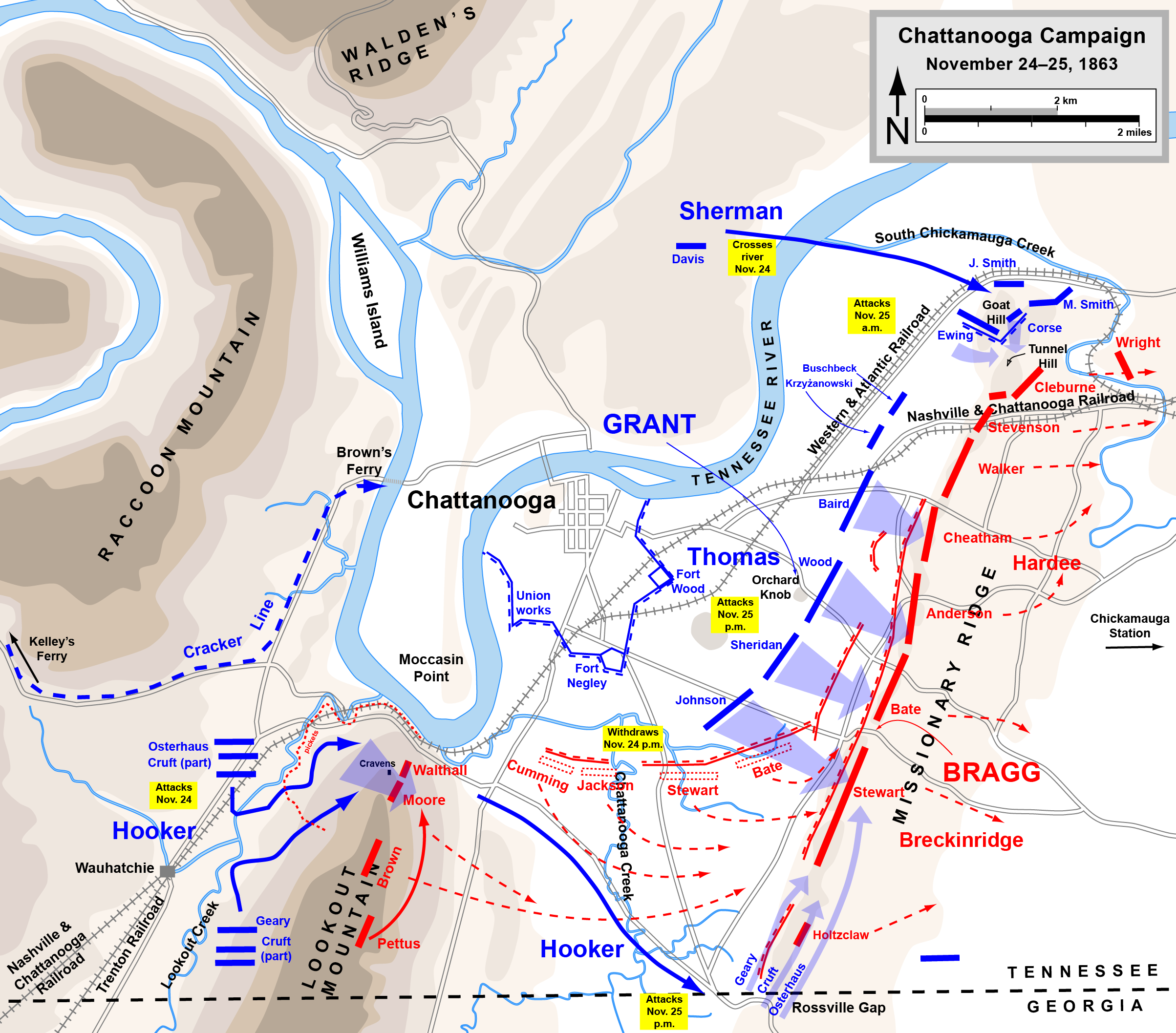
معارك تشاتانوغا ، 24 – 25 نوفمبر 1863
Confederate

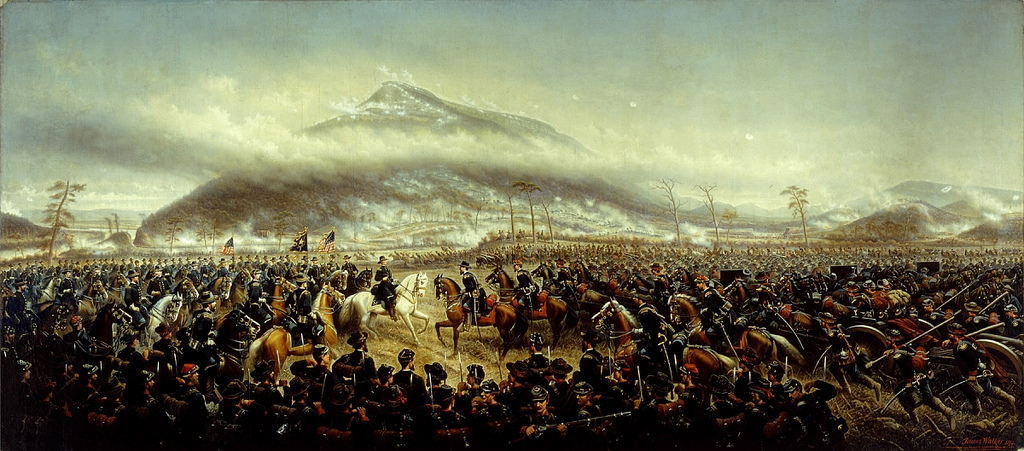
معركة جبل لوكاوت لجيمس ووكر، 1874

## روابط خارجية
- حملة تشاتانوغا : خرائط (جبل معركة لوكاوت) نسخة محفوظة 15 يناير 2017 على موقع واي باك مشين. ، والتاريخ، والصور، وأخبار الحفظ ( صندوق الحرب الأهلية )
- روايات شهود العيان التي كتبها الرقيب لوثر Mesnard من شركة D من أوهايو 55
- صور من جبل لوكآوت ساحة المعركة